# Сикар (город)
Си́кар (англ. Sikar, хинди सीकर) — город в северо-западной части Индии, в штате Раджастхан, административный центр округа Сикар.

## География
Город находится в северо-восточной части Раджастхана, на высоте 426 метров над уровнем моря.
Сикар расположен на расстоянии приблизительно 90 километров к северо-западу от Джайпура, административного центра штата и на расстоянии 220 километров к юго-западу от Нью-Дели, столицы страны.

## История
С конца XVII века и до момента вхождения в состав штата Раджастхан город управлялся представителями одной из боковых ветвей раджпутского клана Шекхават.

## Демография
По данным официальной переписи 2011 года, население составляло 244 563 человек, из которых мужчины составляли 51,9 %, женщины — соответственно 48,1 % . Уровень грамотности населения составлял 66,8 %.

Динамика численности населения города по годам:
| 1991    | 2001    | 2011    |
| ------- | ------- | ------- |
| 148 272 | 185 323 | 244 563 |

## Транспорт
Ближайший крупный гражданский аэропорт расположен в городе Джайпур. Также через город проходит Федеральная автомагистраль (National Highways) NH-11.